# アチタ・シカマナ
アチタ・シカマナ（Achita Sikamana）は、タイの女優。

## 出演作品
- レベル・サーティーン（トン）
- 心霊写真 ชัตเตอร์ กดติดวิญญาณ (2004)（ネート）